# Cornelia tut das nicht
Cornelia tut das nicht ist eine US-amerikanische Filmkomödie aus dem Jahr 1951 von Henry Koster mit Clifton Webb und Anne Francis in den Hauptrollen. Der Film wurde von 20th Century Fox produziert.

## Handlung
Das Ehepaar Howard und Claire Osborne freuen sich, dass ihre Tochter Jacqueline, Jake genannt, ihren Universitätsabschluss geschafft hat. Während der Familienfreund und Jakes Patenonkel Roger Evans nach langem Auslandsaufenthalt die Osbornes besucht, geht Jake auf eine Fakultätsfeier. Dort trifft sie auf den Psychologiedozenten Matt Reagan, der in sie verliebt ist. Zu Matts Enttäuschung erklärt sie ihm, dass sie für drei Jahre nach Schweden ziehen wird, um dort ihre Studien fortzuführen. 
Jake kehrt nach Hause zurück, die Osbornes bereiten sich auf die Nachtruhe vor. Bei Morgengrauen erwachen Howard und Claire durch heftiges Türeschlagen. Jake ist nicht in ihrem Zimmer. Roger informiert die Eltern, dass er Jake zusammen mit dem Dozenten gesehen hat, wie sie durchbrennen. Howard, Claire und Roger fahren zu Matts Eltern, wo es zuerst zu Streitigkeiten über die Schuldfrage kommt. Dann erinnern sich die Reagans, dass Matt erzählt hat, er fahre mit einem Freund nach Deerfield in Delaware. Sowohl die Osbornes mit Roger als auch die Reagans mit dem jüngsten Sohn Daniel springen in die Autos, um das durchgebrannte Paar einzuholen. Das Auto der Reagans streikt jedoch, als sie außerhalb der Stadt sind. Howard lässt sie in sein Auto steigen und fährt los. Matt und Jake haben sich eine Heiratslizenz besorgt und essen in einer Raststätte. Roger, dem klar ist, dass Jake ihrem dominierenden Vater entkommen will, übernimmt das Steuer. Er erkennt Matts Auto an der Raststätte, fährt aber weiter, ohne etwas zu sagen. 
Als am Abend ein Gewitter losbricht, kann Roger die Wegweiser nach Deerfield umdrehen, so dass beide Familien in die entgegengesetzte Richtung fahren. Der Sturm macht eine Weiterfahrt unmöglich. Sie suchen Schutz bei dem Farmer Simpson, der sie in der Scheune übernachten lässt. Allerdings wurden auch Matt und Jake von den Schildern in die Irre geführt und kommen auf Simpsons Farm an. Das Paar wird ins Haus eingeladen. Die müde und nervöse Jake beginnt, mit Matt zu streiten und will die Verlobung lösen. Sowohl Howard und Claire als auch Tom und Millie haben das Paar bemerkt. Beide Elternpaare haben sich mit der Hochzeit abgefunden und sagen nichts.
Am nächsten Morgen erfahren sie, dass das Paar die Heirat abgesagt hat und abgefahren ist. Die Osbornes und die Reagans fahren zurück und werden zu Hause von Matt und Jake begrüßt. Tom versucht, Matt zur Hochzeit zu bewegen. Howard erzählt Jake, wie nervös er vor seiner Hochzeit war. Jake ist erfreut, dass ihr Vater an ihr Glück denkt. Sie überdenkt die Sache und will erneut mit Matt durchbrennen. Wieder erwachen Howard und Claire vom Schlagen der Tür, doch diesmal freuen sie sich über Jakes Verschwinden. Zusammen mit den Osbornes feiern sie. Howard ist sich sicher, dass Jake eine gute Mutter wird, denn ihr Lieblingsfilm ist Im Dutzend billiger.

## Produktion

### Hintergrund
Gedreht wurde der Film vom 16. Juli bis Mitte August 1951 in den Fox-Studios in Los Angeles.

### Stab
Lyle R. Wheeler und Richard Irvine oblag die künstlerische Leitung. Thomas Little und Paul S. Fox waren für das Szenenbild zuständig, Charles Le Maire für die Kostüme. Verantwortliche Toningenieure waren Harry M. Leonard und Alfred Bruzlin. Die visuellen Effekte stammten von Fred Sersen. Lionel Newman war der musikalische Direktor.

### Besetzung
In kleinen nicht im Abspann erwähnten Nebenrollen traten Gertrude Astor, Parley Baer, Willis Bouchey in seiner ersten Filmrolle, Franklyn Farnum, Frank Ferguson, Bess Flowers, Robert Foulk, Selmer Jackson und J. Farrell MacDonald als Simpson auf.

## Veröffentlichung
Die Premiere des Films fand am 23. November 1951 statt. In der Bundesrepublik Deutschland kam er am 22. Dezember 1952 in die Kinos, in Österreich im Mai 1953.

## Kritiken
Das Lexikon des internationalen Films schrieb: „Typisch amerikanisches Familienlustspiel mit einem Nichts an Handlung und einer Reihe witziger Einfälle.“
Bosley Crowther von der The New York Times befand, der Film sei der positive Beweis, dass Fox seine Komödianten stets bereit habe. Im eifrigen Versuch, fröhlich und glänzend zu sein, strecke der Film jedoch lediglich eine bemitleidenswert schwache Geschichte.